# Sōja (Okayama)
Sōja (総社市 Sōja-shi?) es una ciudad localizada en la prefectura de Okayama, Japón. En junio de 2019 tenía una población estimada de 67.953 habitantes y una densidad de población de 321 personas por km². Su área total es de 211,90 km².

## Geografía

### Localidades circundantes
- Prefectura de Okayama
  - Ibara
  - Kibichūō
  - Kurashiki
  - Okayama
  - Takahashi
  - Yakage

## Demografía
Según los datos del censo japonés, esta es la población de Sōja en los últimos años.
| Año del censo | Población |
| ------------- | --------- |
| 1995          | 65.437    |
| 2000          | 66.201    |
| 2005          | 66.584    |
| 2010          | 66.201    |
| 2015          | 66.855    |